# Walter Wolf (Unternehmer)

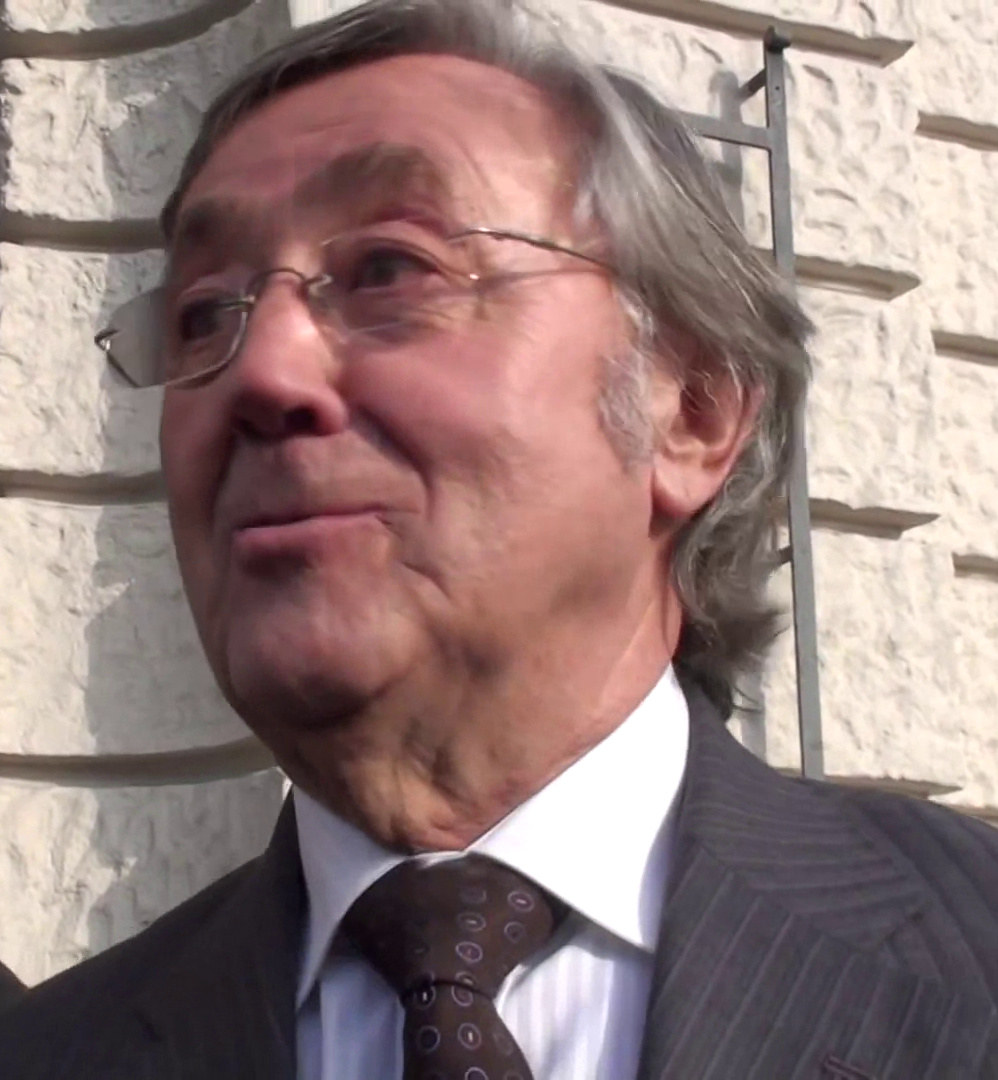
Walter Wolf (2012)

Walter Wolf (* 5. Oktober 1939 in Maribor) ist ein slowenisch-österreichisch-kanadischer Unternehmer und ehemaliger Rennstallbesitzer.

## Leben
Walter Wolf kam in Maribor in der Untersteiermark (heute Slowenien) als Sohn eines schwäbischen Maurers aus Reutlingen und einer halb slowenischen, halb österreichischen Mutter zur Welt. Seine Kindheit war von den Entbehrungen der Nachkriegszeit gekennzeichnet – seine Eltern waren nahezu mittellos. Wolf finanzierte sich seine Schulkarriere mit dem Verkauf alter Metallteile selbst. 1960, im Alter von 21 Jahren, entschied er sich, nach Kanada zu emigrieren. In Kanada machte Wolf zunächst sportliche Karriere: 1964 nahm er als Teil der kanadischen Abfahrtsequipe an den Olympischen Winterspielen in Innsbruck teil. Daneben startete Wolf eine Karriere als Bauunternehmer, um anschließend ins Ölgeschäft einzusteigen. Dort lieferte er anfangs Bohrmeißel für Ölförderanlagen und beschäftigte zeitweise über 300 Taucher, um nach neuen Ölvorkommen zu suchen. Später stieg er selbst in den Verkauf von Rohöl ein, was ihm – begünstigt durch die Ölkrise in den Jahren 1973 und 1974 – erheblichen Reichtum einbrachte. Wolf kultivierte hervorragende Beziehungen zur arabischen (Öl-)Wirtschaft und unterhielt enge Kontakte zu politischen Größen weltweit.
Aufmerksamkeit erregte Wolf durch sein Engagement in der Formel 1 Mitte der Siebziger, als er 1976 das unterfinanzierte Team des Enthusiasten Frank Williams aufkaufte und in Walter Wolf Racing umbenannte. Williams gründete sein Team daraufhin neu, während Wolf ab 1977 mit dem Südafrikaner Jody Scheckter an der Formel-1-Weltmeisterschaft teilnahm. Dem Team gelang der Paukenschlag: Scheckter gewann gleich den ersten Grand Prix des jungen Rennstalls in Argentinien. Nach zwei weiteren Siegen und einigen Podestplatzierungen wurde Scheckter hinter dem Österreicher Niki Lauda Vize-Weltmeister.

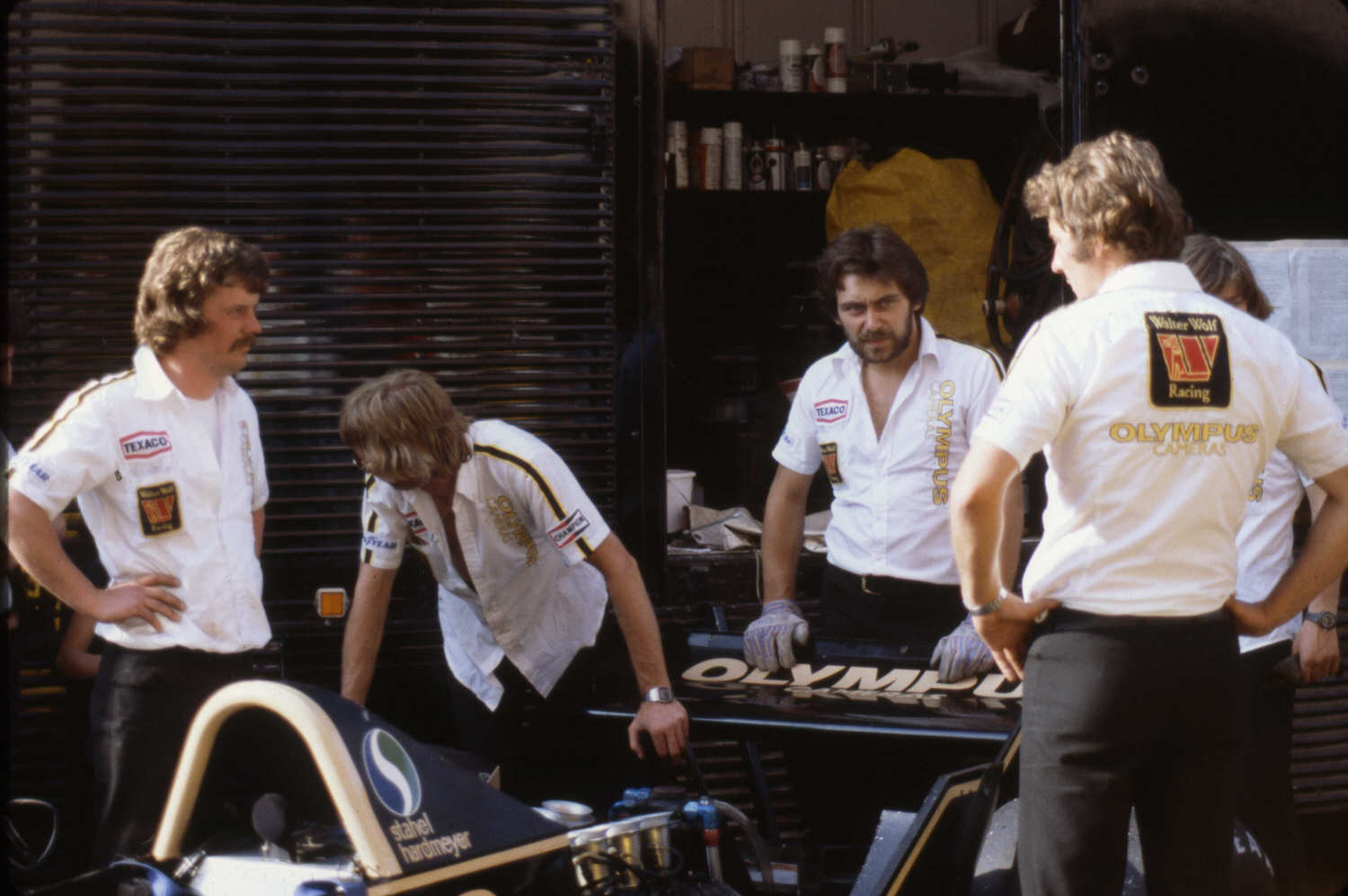
Die Crew des Wolf Teams bei der Vorbereitung zum Monaco-GP 1979

Nachdem das Team an diesen frühen Erfolg nicht mehr anknüpfen konnte, verlor Wolf die Lust an seinem „Spielzeug“ und verkaufte sein Team kurzerhand an den zweifachen brasilianischen Weltmeister Emerson Fittipaldi, der es mit seinem eigenen Team Copersucar fusionierte, um sich die Vorteile des Standortes England zu sichern.
Der Rückzug aus dem Motorsport bedeutete für Wolf auch den Rückzug aus dem öffentlichen Leben. Erst im Jahr 2005 tauchte sein Name wieder in den Medien auf – im Zusammenhang mit einer Anklage gegen ihn wegen eines möglichen Kreditbetruges in Höhe von fast 900.000 Euro, von dem er freigesprochen wurde.
Ab dem Jahr 2012 wurde gegen Wolf im Zusammenhang mit Schmiergeldzahlungen wegen des Kaufs von finnischen Patria-AMV-Panzern durch die Slowenische Armee am Wiener Landesgericht sowie auch in Slowenien als Angeklagter verhandelt. Während der Waffenlobbyist Hans-Wolfgang Riedl 2013 wegen Steuerbetrugs und Schmiergeldzahlungen zu drei Jahren Haft verurteilt wurde, erfolgte dessen Freispruch vom Vorwurf der Beteiligung an einer kriminellen Vereinigung. Da für eine kriminelle Vereinigung mehrere Personen benötigt werden und Wolf nach dem Freispruch als einzige weitere Person deswegen angeklagt war, wurde das Verfahren gegen ihn unterbrochen. Das Verfahren vor dem Kreisgericht im slowenischen Ljubljana, in dessen Folge der slowenische Ministerpräsident Janez Janša zu zwei Jahren Haft verurteilt worden war, führte 2013 zudem zu einem internationalen Haftbefehl für Untersuchungshaft gegen Wolf. Dieser wurde im Januar 2015 im kanadischen Ottawa vollstreckt, später wurde Wolf jedoch gegen Kaution freigelassen. Am 10. August 2015 verjährten in Slowenien die Korruptionsvorwürfe, nach denen mehrere hunderttausend Euro als Schmiergeld geflossen sein sollen. Folglich wurden der Haftbefehl sowie die angeordnete Untersuchungshaft aufgehoben.

## Trivia
Der Name des Austro-Kanadiers steht Pate für die kroatische Zigarettenmarke Walter Wolf.